# Silbermünze

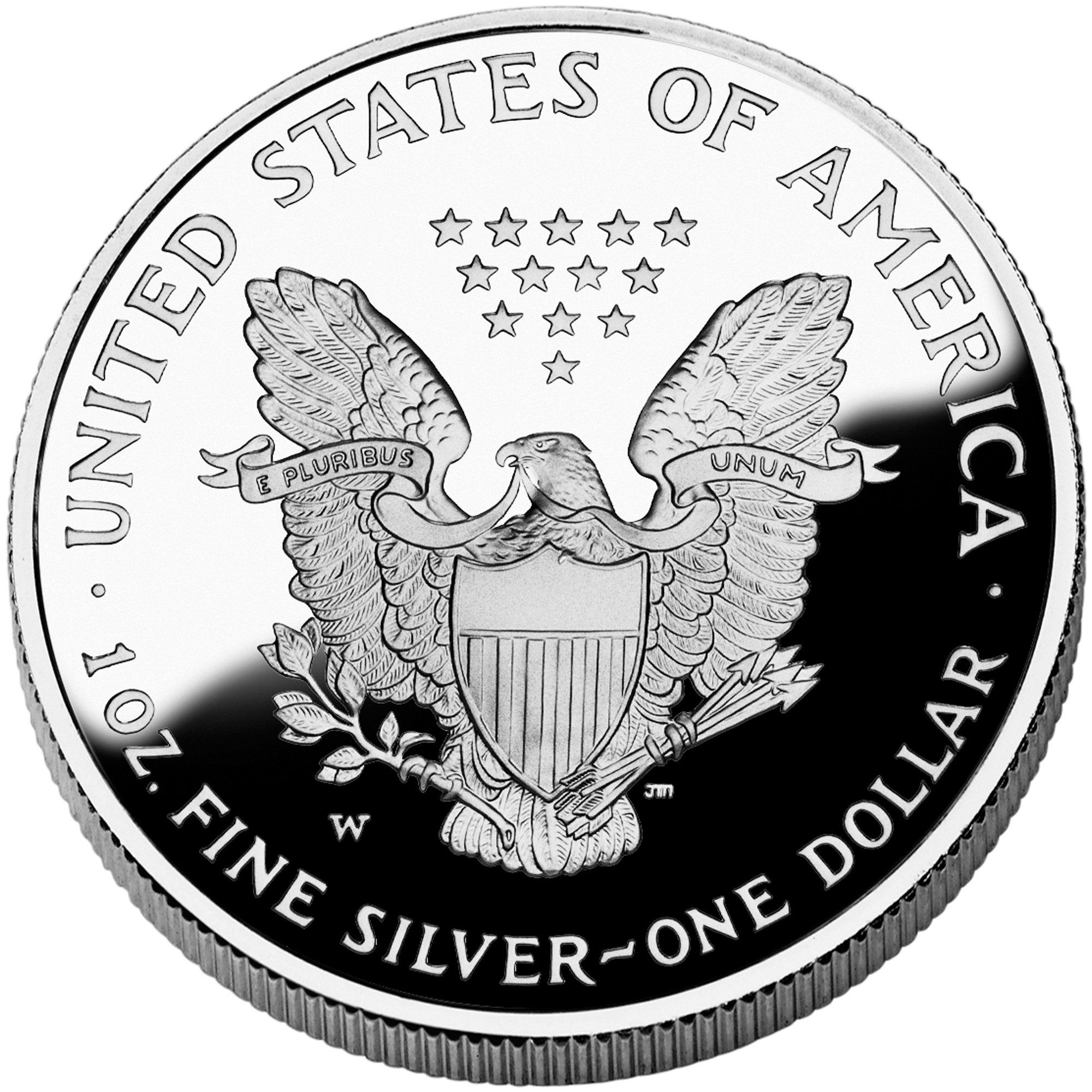
Rückseite des Silver Eagle

Eine Silbermünze ist in der Numismatik eine Münze, deren Silbergehalt (Feingehalt) mehr als 50 Prozent des Raugewichts beträgt. Beträgt der Silberanteil weniger als 50 Prozent, spricht man von einer Billonmünze. Pendants sind Goldmünzen, Palladiummünzen und Platinmünzen.

## Allgemeines
Silber- und Goldmünzen dienen heute als Sammlermünzen oder als Anlagemünzen und sind deshalb dem Geldumlauf entzogen. Einige Silbermünzen galten oder gelten formal in vielen Staaten als gesetzliches Zahlungsmittel. Da der ihnen aufgeprägte Nominalwert weit geringer ist als ihr Metallwert, gehören sie zu den Kurantmünzen und werden nicht als Zahlungsmittel verwendet, sondern unterliegen der Hortung. 

## Geschichte

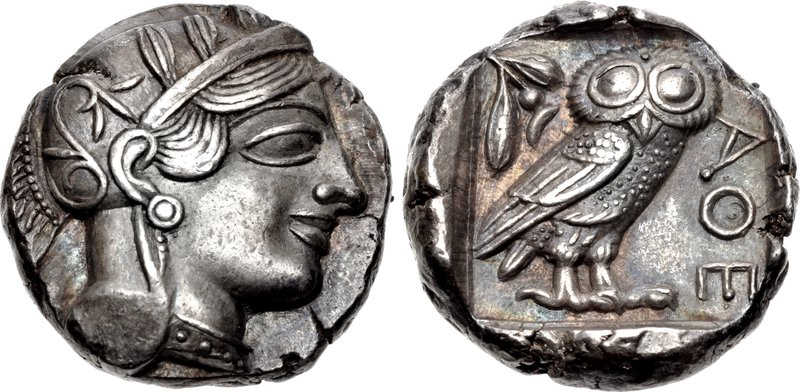
Die Eule auf einer Tetradrachme

In Griechenland soll unter König Pheidon aus Argos um 900 vor Christus das erste Silbergeld geprägt worden sein. Um 620 v. Chr. wurde das attische Talent zur obersten Währungseinheit. Zwischen  530 und 520 v. Chr. entstand als Großsilbermünze die Tetradrachme, die wegen ihres Münzbildes „Eule“ (altgriechisch γλαῦκα glafka) genannt wurde. Um die Zeit von Alexander dem Großen (4. Jahrhundert v. Chr.) wurden die kleinsten Silbermünzen bis zum Triobolon eingezogen und durch Kupfermünzen ersetzt.
Die ersten Münzen aus Elektron, einer natürlich vorkommenden Legierung aus Gold und Silber, wurden im 7. Jahrhundert v. Chr. hergestellt. Unter dem letzten König Lydiens Kroisos (deutsch „Krösus“; Metapher für Reichtum) erfolgte um 550 v. Chr. eine Trennung (Zementation) zwischen Gold- und Silbermünzen.
Die Römer fügten den Gold- und Silbermünzen Kupfer hinzu, das entweder rein, als Bronze oder als Messing beigemischt wurde. Die Anerkennung von Münzen als Zahlungsmittel verbreitete sich sehr stark, so dass ab 480 v. Chr. sämtliche Straftaten, die bis dahin durch Rinder oder Schafe bezahlt werden mussten, in Geldzahlung umgewandelt wurden. Um 270 v. Chr. wurde als erste Silbermünze der Denar mit einem Normalgewicht von 4,37 g eingeführt. Die Münzentwertung nahm immer mehr zu, so dass zunächst 217 v. Chr. Kupfer beigemischt wurde, aber gegen Ende des 3. Jahrhunderts Silbermünzen vollständig durch Kupfermünzen ersetzt wurden. Diokletian führte im 3. Jahrhundert nach Christus den reinen Silberdenar wieder ein. Der Antoninian war eine unter Kaiser Caracalla um 214 offizielles Zahlungsmittel eingeführte Silbermünze.

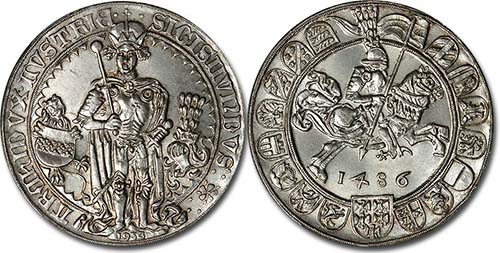
Guldiner aus Tirol (1486)

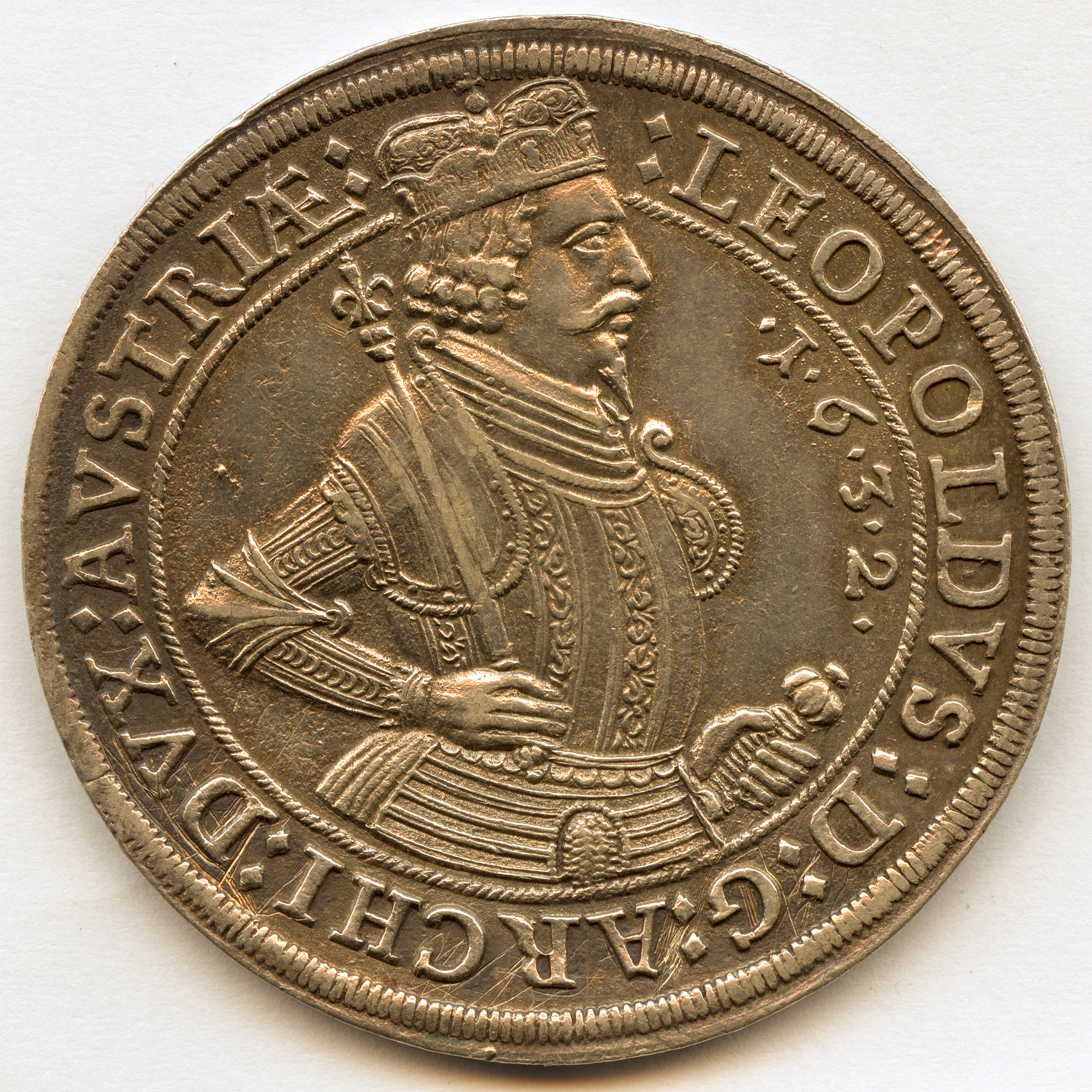
Silbertaler aus Tirol (1632)

Im Mittelalter wurde die als der Münzprägung zugrunde liegende Gewichtseinheit der Kölner Mark im Jahre 1166 erstmals erwähnt, das um 1170 in der Stadt eingeführte schwerere Markgewicht (lateinisch magna marca) wog 233,8123 Gramm Silber, verbreitete sich über das Rheinland schnell in anderen Regionen des Reichs und wurde 1524 zum allgemeinen deutschen Reichsmünzgewicht erhoben.
In Tirol dominierte ab 1486 der silberne Guldiner, ab 1500 ließ Kurfürst Friedrich der Weise in seinem Fürstentum silberne „Guldengroschen“ prägen, die dem Wert eines goldenen Guldens entsprachen. Nachdem der Ort Conradsgrün im Erzgebirge 1517 in St. Joachimsthal umbenannt wurde, haben 1519 die Grafen Schlick aus dem dort gewonnenen Silber den Joachimstaler prägen lassen, dessen Kurzbezeichnung „Taler“ später zur Denomination vieler Währungen geworden ist. So verbreitete sich der Taler ab dem 16. Jahrhundert als norwegisch daler, dänisch daler, tschechisch tolar, niederländisch daaler und schließlich englisch dollar.
Elisabeth I. ließ 1600 und 1601 für die im Dezember 1600 gegründete East India Company Silbermünzen mit 1, 2, 4 und 8 Testerns in der Royal Mint prägen. Im Jahre 1632 erschien der Silbertaler mit Leopold V. auf dem Avers. Zwischen dem 16. und 18. Jahrhundert verbreiteten sich in Spanien und seinen Kolonien Silbermünzen mit den Nennwerten 1, 2, 4 und 8 Reales oder Peso, wovon der „8 Reales“ mit dem deutschen Taler vergleichbar war.
In den USA kamen erstmals die Silberdollars nach dem Gesetz vom April 1792 in Umlauf; sie nahmen jedoch beim Geldumlauf keinen bedeutenden Platz ein. Das lag daran, dass sie einerseits nur in Ein-Dollar-Denomination vorkamen und anderseits sie als unhandlich und schwer galten. Im Juni 1850 folgte die 3 Cent-Silberscheidemünze, die sich bis 1873 in Umlauf befand. 
In der Gründerzeit prägten viele Staaten Silbermünzen: 
| Staat                      | Denomination                                                                 | Geldumlauf bis               |
| -------------------------- | ---------------------------------------------------------------------------- | ---------------------------- |
| Australien                 | 50 Cent                                                                      | 1966                         |
| Belgien                    | 20 Franc 50 Franc 100 Franc                                                  | 1955 1954 1954               |
| Brasilien                  | 5000 Reis                                                                    | 1938                         |
| Bulgarien                  | 50 Leva 100 Lewa                                                             | 1934 1937                    |
| Dänemark                   | 10 Øre 25 Øre 1 Krone 2 Kronen                                               | 1919 1919 1916 1916          |
| Deutschland                | 5 Deutsche Mark                                                              | 1974                         |
| Finnland                   | 1 Markka                                                                     | 1968                         |
| Frankreich                 | 5 Francs                                                                     | 1969                         |
| Griechenland               | 20 Drachmen                                                                  | 1960                         |
| Indien                     | 1/4 Rupie 1/2 Rupie 1 Rupie                                                  | 1945 1945 1945               |
| Italien                    | 500 Lire                                                                     | 1970                         |
| Japan                      | 100 Yen                                                                      | 1966                         |
| Bundesrepublik Jugoslawien | 20 Dinar, 50 Dinar                                                           | 1938                         |
| Kanada                     | 10 Cent, 25 Cent, 50 Cent, 1 Dollar (siehe: Kanadischer Silber-Gedenkdollar) | 1968, 1968, 1966, 1966       |
| Mexiko                     | 10 Nuevo Pesos                                                               | 1995                         |
| Niederlande                | 1 Gulden 2 1/2 Gulden                                                        | 1967, 1966                   |
| Norwegen                   | 10 Øre, 25 Øre, 50 Øre, 1 Krone, 2 Kronen                                    | 1919, 1919, 1917, 1917       |
| Österreich                 | 5 Schilling, 10 Schilling                                                    | 1968, 1973                   |
| Polen                      | 2 Złoty, 5 Złoty, 10 Złoty                                                   | 1936, 1938, 1939             |
| Portugal                   | 10 Escudos                                                                   | 1955                         |
| Rumänien                   | 25.000 Lei, 100.000 Lei                                                      | 1946, 1946                   |
| Schweden                   | 5 Kronen                                                                     | 1971                         |
| Schweiz                    | 1/2 Franken, 1 Franken, 2 Franken, 5 Franken                                 | 1967, 1967, 1969             |
| Spanien                    | 100 Pesetas                                                                  | 1970                         |
| Sowjetunion                | 10 Kopeken, 15 Kopeken, 20 Kopeken                                           | 1931, 1931 1931              |
| Südafrika                  | 1 Rand                                                                       | 1976                         |
| Thailand                   | 5 Satang, 10 Satang, 20 Satang                                               | nur 1941, nur 1941, nur 1942 |
| Tschechoslowakei           | 5 Kronen, 10 Kronen, 20 Kronen                                               | 1931, 1933, 1934             |
| Türkei                     | 50 Kurus, 1 Lira                                                             | 1948, 1948                   |
| Ungarn                     | 5 Forint                                                                     | 1947                         |
| Vereinigtes Königreich     | 3 Pence, 6 Pence, 1 Schilling, 2 Schilling, 1/2 Krone                        | 1944, 1946, 1946             |
| Vereinigte Staaten         | Dime, Vierteldollar, Halbdollar                                              | 1964, 1965, 1964             |

Silbermünzen waren zu Zeiten des Silberstandards oft Kurantmünzen, teilweise aber auch Scheidemünzen mit verringertem Münzfuß. 

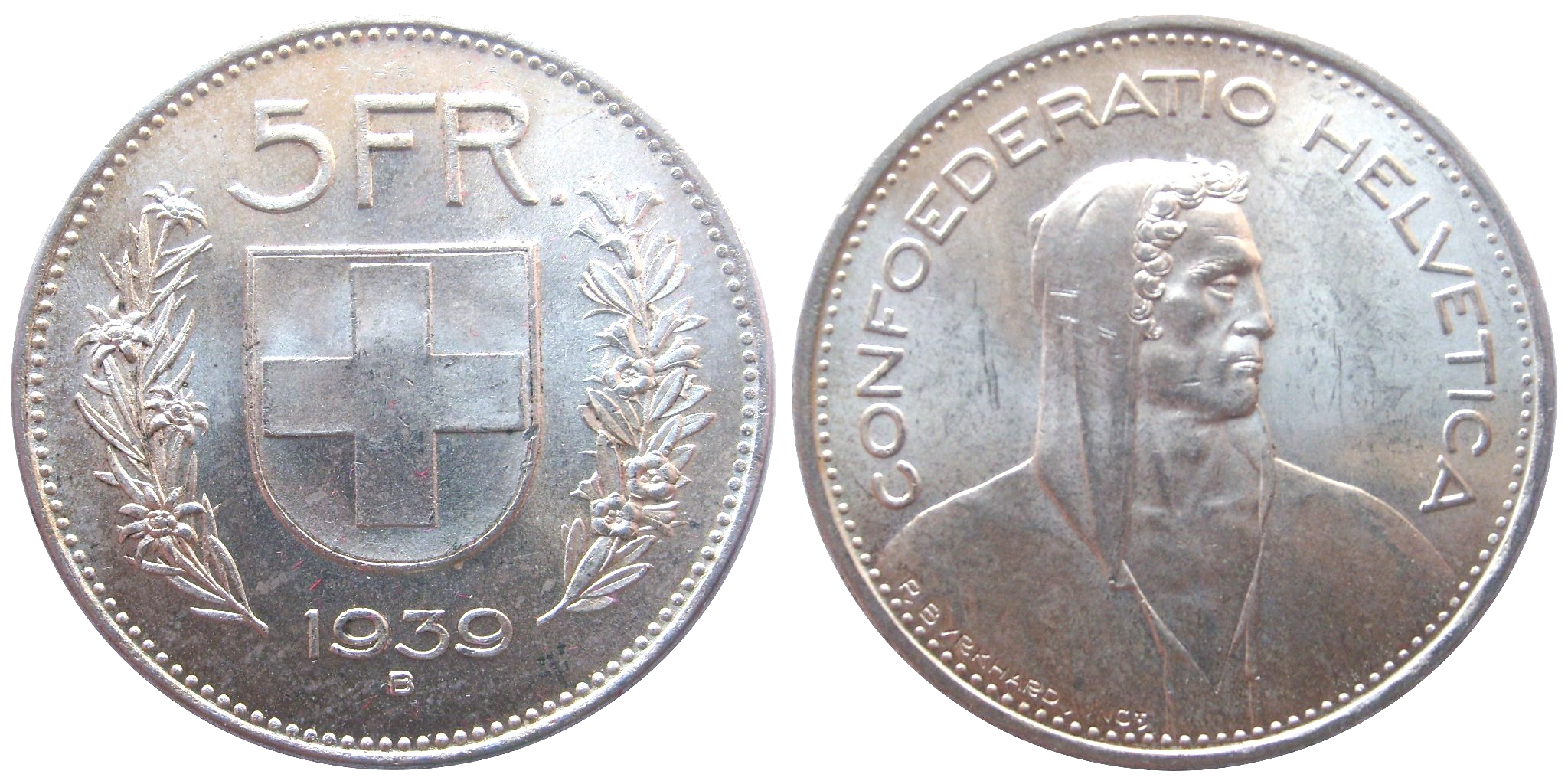
5 Franken, Schweiz
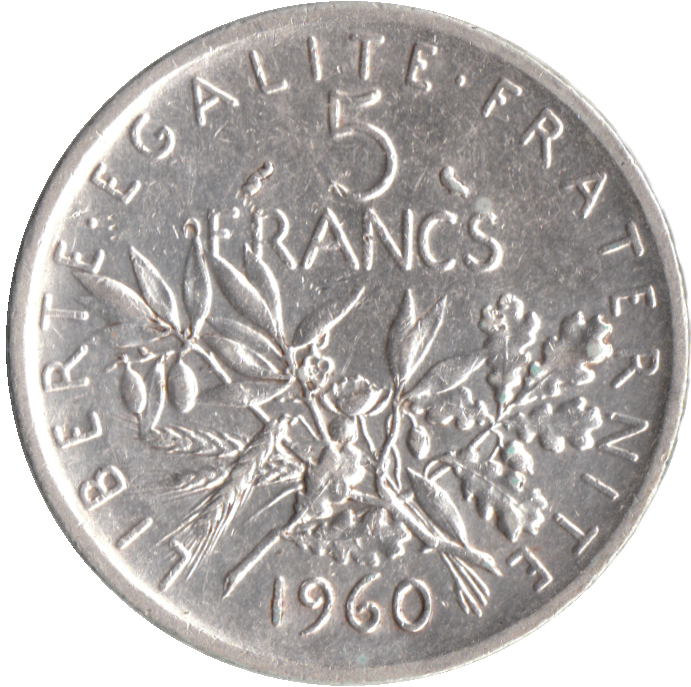
5 Francs, Frankreich
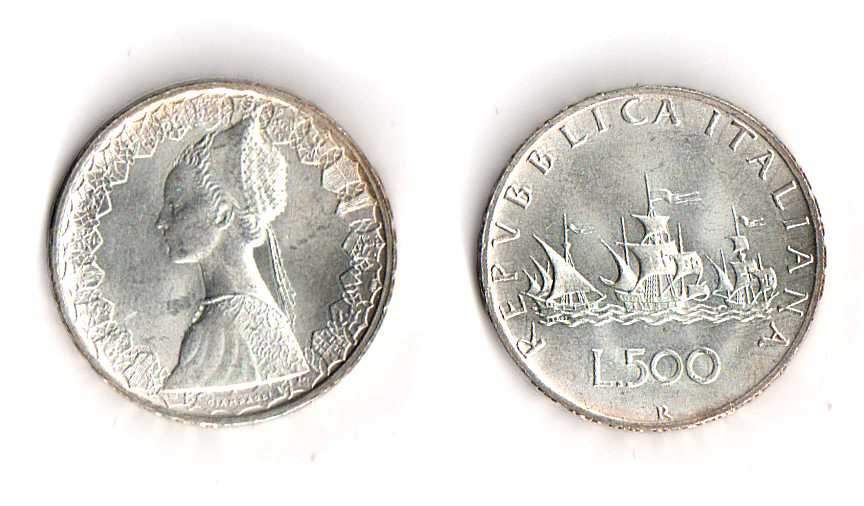
500 Lire, Italien
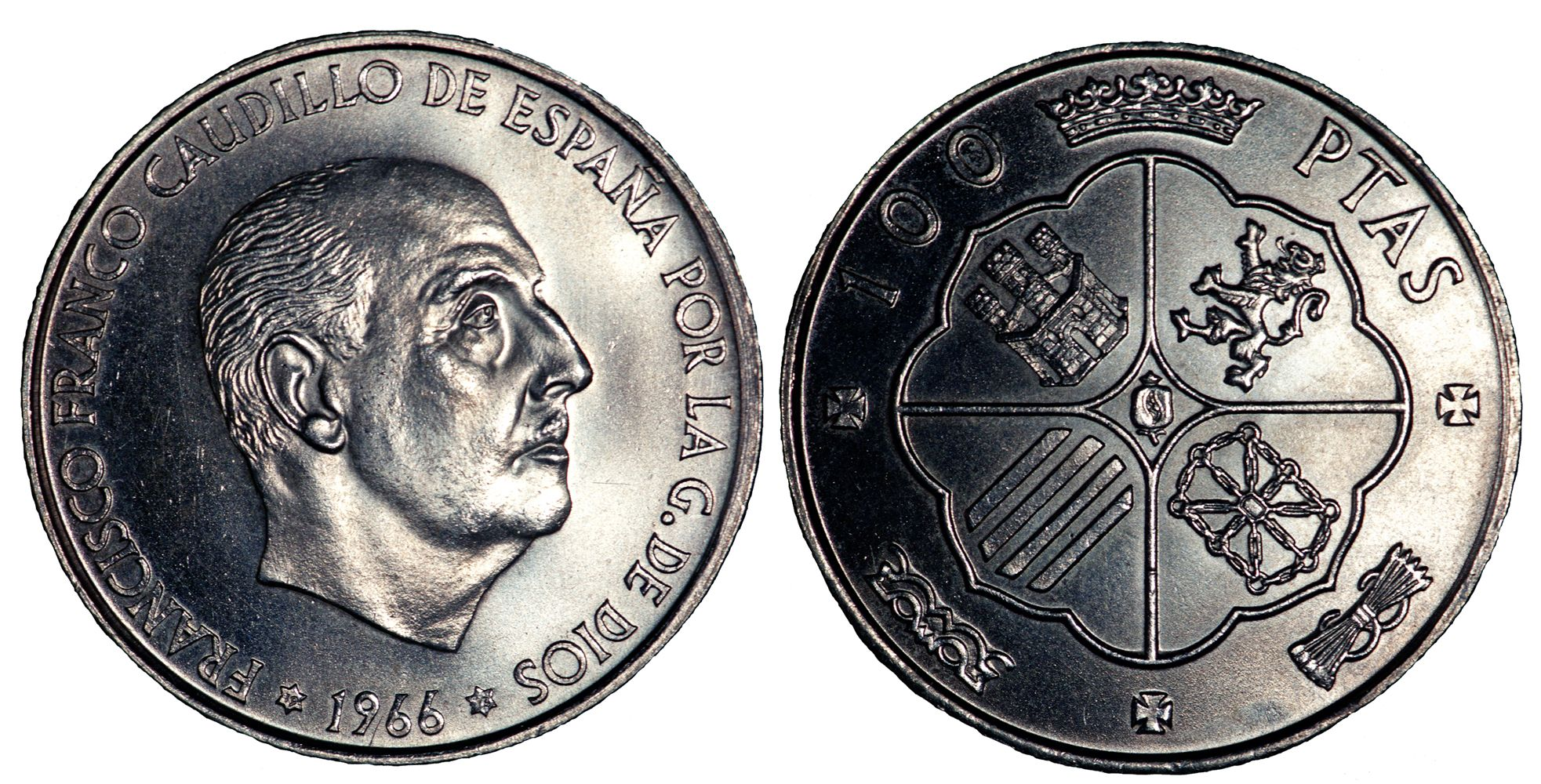
100 Pesetas, Spanien
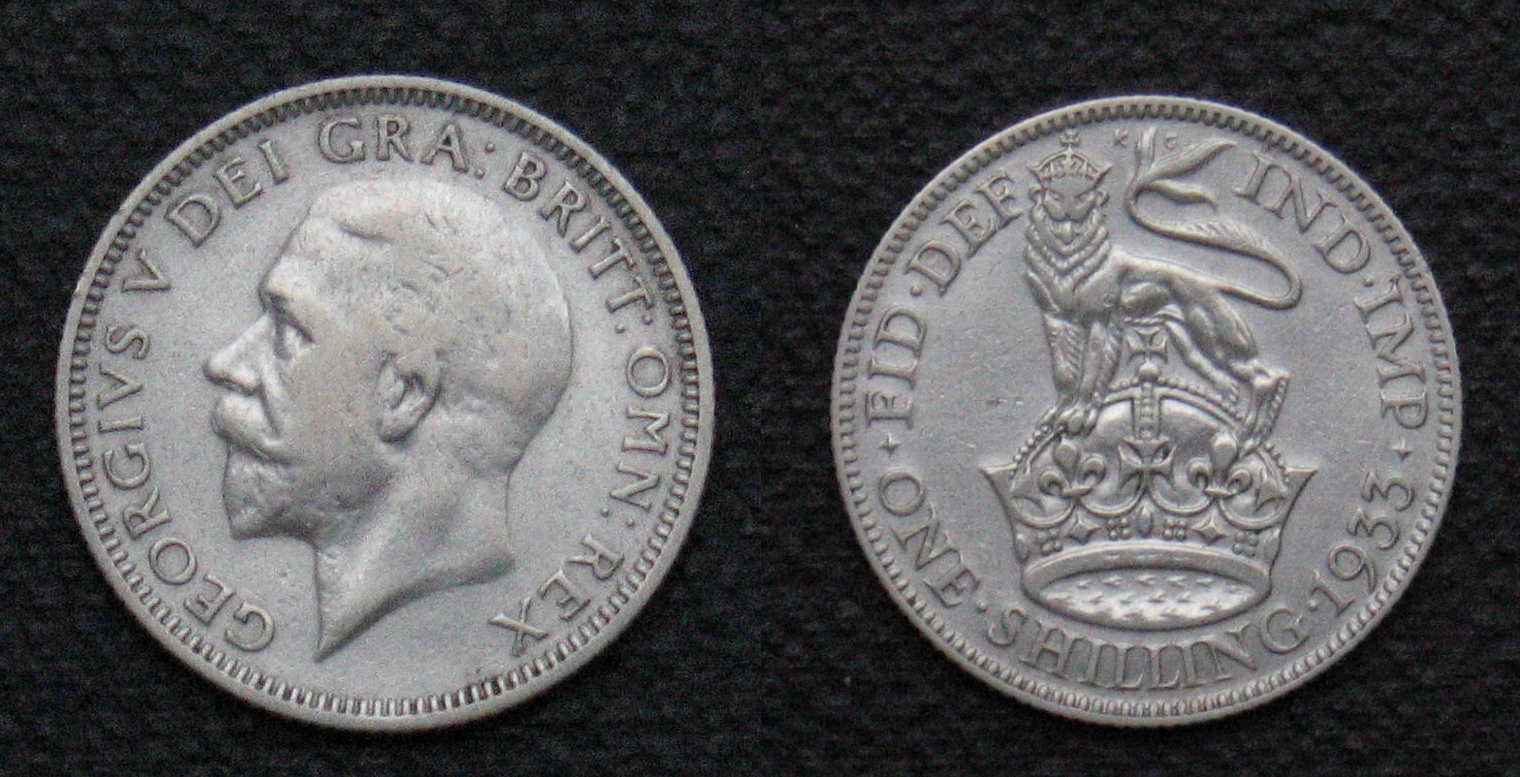
1 Shilling, Vereinigtes Königreich

Seit etwa 1970 sind Silbermünzen als normale Kursmünzen weltweit aus dem Umlauf verschwunden. Die heutigen 10-Euro-Silbermünzen sind zwar gesetzliche Zahlungsmittel in ihrem Ausgabeland, sind jedoch als Gedenkscheidemünzen hauptsächlich für Sammler konzipiert.
Silbermünzen zur Kapitalanlage werden in kleinen Stückelungen als Bullionmünzen (wie beispielsweise Wiener Philharmoniker, American Silver Eagle, Maple Leaf) und in großen Stückelungen in Form von Münzbarren angeboten.
Als erste Länder brachten Dänemark und Norwegen keine Silbermünzen mehr in den Umlauf (bereits während des Ersten Weltkriegs). Viele andere Länder folgten während oder kurz nach dem Zweiten Weltkrieg (z. B. Vereinigtes Königreich), während die Schweiz 1969, Österreich 1973 und (als eines der letzten Länder weltweit) die Bundesrepublik Deutschland 1974 folgten. Frankreich beendete die Ausgabe von Silbermünzen 1969, Italien und Spanien 1970, während die USA schon 1964/65 ausstiegen.
Das Verschwinden der letzten Silbermünzen aus dem alltäglichen Zahlungsverkehr hatte zu Beginn der 1970er Jahre verschiedene Gründe. Damals kamen die Ölkrise, der Zusammenbruch des Bretton-Woods-Systems, starke Inflation in vielen Industrieländern und ein zunehmend schwankender Silberpreis zusammen. Die Ausgabe von Scheidemünzen aus Silber war damit schwer planbar. Insbesondere bestand die Gefahr, dass der Materialwert der Münzen ihren aufgeprägten Nennwert überschreiten würde. Letztendlich war der Gebrauch von nennenswert Edelmetall-haltigen Münzen nicht mit einer eher expansiven Notenbankpolitik vereinbar, die eine jährliche Geldentwertung als Zielgröße einplant.
Aus technischer Hinsicht kommt hinzu, dass Silbermünzen nicht automatensicher sind. Verschiedene Kupfer-Nickel-Legierungen eignen sich hier besser, da diese einen genau definierten Magnetismus aufweisen. Dies erschwert einen Betrug durch die Nutzung nicht vorgesehener, minderwertiger Münzen.

## Steuerfragen
Anders als Goldmünzen unterliegen Silbermünzen in Deutschland der vollen Mehrwertsteuer. Silber, Platin und Palladium können gemäß § 25a Abs. 1 Umsatzsteuergesetz nicht steuerfrei erworben werden.  
In Österreich haben die verpackten 5-, 10- und 20-Euro-Münzen der Münze Österreich – die als gesetzliche Zahlungsmittel gelten – die Zolltarifnummer 7118 90, und die Umsatzsteuer beträgt 20 %. In der Schweiz und in Liechtenstein beläuft sich der Steuersatz für Silbermünzen auf 8,1 %.